# Swami Ramanagiri
Swami Ramanagiri, född Per Alexander Westin, (19 juni 1921, Stockholm, Sverige – 23 maj 1955, Madras, Indien), var en svensk filosof och mystiker. 
Westin blev en kringvandrande hinduisk munk efter en studieresa till Indien i slutet av 1940-talet. Han var lärjunge till mystikern Ramana Maharshi och etablerade det alltjämt verksamma templet Ramanagiri Swamigal Ashramam i Tamil Nadu.

## Biografi
Per Westin föddes inom Storkyrkoförsamlingen, Stockholm, 19 juni 1921. Hans föräldrar var Robert Westin och Rudith Westin (född Westerberg). Hans släkt härstammade från Rådmansö i Roslagen, där hans förfäder var skeppskaptener, bönder och fiskare.
Westins far flyttade 1909 till Stockholm, blev stålgravör och grundade 1918 den framgångsrika metallfabriken "Westins Ateljé". Framgången för verksamheten gav familjen Westin en betydande ekonomisk stabilitet och de flyttade 1932 från Södermalm till villaområdet Djursholm i Danderyd.  Per Westin studerade vid det prestigefyllda Lundsbergs internatskola 1939-1943.
Efter sin fars plötsliga död våren 1943 blev Westin alltmer intresserad av filosofi och andlighet.  Höstterminen 1944 började Westin studera för en teologisk-filosofisk examen vid Uppsala universitet under professor Geo Widengren.  Efter ett uppehåll för militärtjänstgöring 1944-45, då han utbildade sig till furir på Gotlands Infanteriregementes plutonchefsskola, återkom han till studierna och fullgjorde 1946 sin kandidatexamen. 
Westins akademiska bakgrund och personliga intressen ledde honom till österländska filosofier och mystik. I synnerhet blev han influerad av Swami Vivekanandas arbete, där boken "Raja Yoga" spelade en nyckelroll i att forma hans andliga ambitioner. 
Hösten 1947 fick Westin möjlighet att under ett år fullborda sin magisterexamen vid Banaras Hindu University i Varanasi under ledning av rektor Sarvepalli Radhakrishnan.  Hans tid i Indien ledde honom dock bort från akademin och djupare in i andlig praktik. Westin stötte snart på inflytelserika andliga gestalter, däribland den danske mystikern Alfred Sörensen, kallad Sunyata, som introducerade honom till Ramana Maharshis läror. 
Under sin vistelse i Indien genomgick Westin en djupgående förvandling. Han initierades till sannyasi inom en strikt asketisk hinduisk tradition.  I början av 1949 besökte han Sri Ramanasramam i Tiruvannamalai, där han upplevde ett djupt andligt uppvaknande. Han antog namnet Swami Ramanagiri för att hedra Ramana Maharshi, som han betraktade som sin andlige mästare. Hans andliga praktik kretsade kring Atma Vichara, en form av självundersökning. 
Efter sina andliga upplevelser började Westin samla en liten grupp lärjungar. I september 1952 förvärvade lärjungen Mr. Balasubbiah från Madurai ett mindre landområde vid byn Kutladampatti intill Sirumalaibergen i Tamil Nadu. Här grundade Westin "Ramana Padam", senare benämnt "Ramanagiri Swamigal Ashramam", som fortsätter att hedra hans minne. Den nuvarande föreståndaren för ashramet (2025), Swamy Ramana Pirasananda Giri, är barnbarn till Mr. Balasubbiah. 
En skrift innehållande 38 citat av Westin, betitlad "Cold Fire", återspeglar hans djupa engagemang i Advaita Vedanta-traditionen. 
Per Westin, då känd som Swami Ramanagiri, gick bort den 23 maj 1955 på Perundurai Sanatorium i sviterna av tuberkulos. 

Arv och myter
Westin är, såvitt känt, den ende svensken som varit lärjunge till Ramana Maharshi. Westin är en av få västerlänningar i modern tid som har fått ett ashram uppkallat efter sig i Indien. 
Westins liv har varit föremål för olika myter, inklusive påståenden om kunglig härstamning och överdrivna ekonomiska uppoffringar. Dessa påståenden, som ofta återfinns i hagiografiska berättelser, stöds inte av historiska bevis.